# Markus Kennedy
Ne doit pas être confondu avec Marcus Kennedy.
Pour les articles homonymes, voir Kennedy.
Markus Kennedy, né le 3 août 1991, à Yeadon, en Pennsylvanie, est un joueur américain de basket-ball. Il évolue aux postes d'ailier fort et de pivot.